# 莫焦罗希·哲泽
莫焦罗希·哲泽（匈牙利語：Mogyoróssy Győző，1914年12月23日—1981年12月20日），匈牙利男子竞技体操运动员。他曾获得1948年夏季奥运会体操比赛男子团体全能铜牌。他也参加了1936年夏季奥运会。